# 経営学検定
経営学検定（けいえいがくけんてい）とは、特定非営利活動法人経営能力開発センターが主催する検定試験である。

## 各級の基準
- 初級：経営学の基礎
- 中級：経営に関する専門知識及び問題解決能力
- 上級：経営に関する高度の専門知識・経営能力

## 受験資格及び受験料
受験料
初級 - 4,500円
中級 - 6,500円(分野別合格者 3,500円)
上級 - 14,000円（1次）、26,000円（2次）